# Seley
Seley är en ö i republiken Island.   Den ligger i regionen Austurland, i den östra delen av landet, 400 km öster om huvudstaden Reykjavík. Arean är 0,21 kvadratkilometer.
Terrängen på Seley är platt. Öns högsta punkt är 21 meter över havet. Den sträcker sig 0,9 kilometer i nord-sydlig riktning, och 0,4 kilometer i öst-västlig riktning.